# Oskar Fischinger
Oskar Wilhelm Fischinger (Gelnhausen, 22 de juny de 1900 - Los Angeles, 31 de gener de 1967) va ser un animador abstracte, cineasta i pintor alemany-estatunidenc, notable per crear animacions musicals abstractes (combinant geometria amb música) moltes dècades abans de l'aparició de les imatges fetes per ordinador i vídeos musicals.
Va crear efectes especials per a la pel·lícula Frau im Mond (Una dona a la Lluna) (1929) de Fritz Lang, una de les primeres pel·lícules de coets de ciència-ficció.
L'Alemanya de Hitler va considerar les seves obres com a art degenerat, i així es va exiliar als Estats Units, arribant a Hollywood al febrer de 1936.
Tot intent de Fischinger de filmar als Estats Units va ser dificultós. Va compondre un Poema òptic per a «La segona rapsòdia hongaresa» de Liszt (de la MGM) però no va rebre cap benefici. Va realitzar una escena per a la pel·lícula de Disney Fantasia (1940), però va ser eliminada del muntatge final.
Frustrades les seves intencions com a animador (tot i que va fer més de cinquanta curtmetratges), Fischinger es va convertir en pintor a l'oli i va pintar unes 800 teles; moltes d'elles es conserven encara en museus, galeries i col·leccions a tot el món.
Entre les seves obres cinematogràfiques es troba Motion Painting núm. 1 (1947), que actualment figura en el Registre Nacional de Cinema de la Biblioteca del Congrés dels Estats Units.

## Biografia

### Joventut
Oskar Fischinger Wilhelm va néixer a Gelnhausen (Alemanya), el quart de sis fills. El seu pare tenia una botiga de queviures, mentre que la seva mare tenia un local que feia de cerveseria, taverna i pista de bitlles.
Des de molt jove es va interessar per la pintura, animat pels artistes que venien a pintar els paisatges de Gelnhausen. També es va interessar per la música (feia classes de violí i piano), i va començar a treballar com a aprenent en una empresa de fabricants d'orgues, fins al dia en què els propietaris van ser cridats a les armes. A l'any següent va treballar com a dibuixant a l'oficina d'un arquitecte, fins que va ser cridat al servei militar. No va ser admès per raons de salut, i la seva família es va traslladar a l'oest de Frankfurt, on Fischinger va assistir a una escola de comerç i va treballar com a aprenent en una fàbrica, fins que va obtenir el diploma d'enginyer.

### Els inicis de la seva carrera
A Frankfurt, Fischinger es va trobar amb el crític de teatre Bernhard Diebold, que el 1921 va introduir a Fischinger el treball i el personatge de Walter Ruttmann, un pioner en l'animació abstracta. Inspirat per l'obra de Ruttmann, Fischinger va començar a experimentar amb líquids de colors i materials de modelatge tridimensionals com la cera i l'argila. Va inventar una «màquina de tallar cera», que sincronitzava una màquina de tallar vertical amb l'obturador de la càmera de filmar pel·lícules, cosa que permetia obtenir una imatge eficient de seccions transversals progressives a través d'una longitud de cera i argila modelades. Fischinger va escriure a Ruttmann sobre la seva màquina, que va expressar el seu interès. Quan va anar a Múnic, Fischinger va deixar la màquina de tallar cera a Ruttmann, que la va utilitzar per fer alguns fons per a la pel·lícula Die Abenteuer des Prinzen Achmed (Les aventures del príncep Achmed) (1926), de Lotte Reiniger. Durant aquest temps, Fischinger va fer moltes proves abstractes utilitzant la màquina. Algunes d'aquests es distribueixen actualment sota el títol assignat «Experiments de cera».
El 1924, Fischinger va ser contractat per l'empresari estatunidenc Louis Seel per produir caricatures satíriques per a un públic madur. També va fer pel·lícules abstractes i proves pròpies, provant noves i diferents tècniques, incloent l'ús de múltiples projectors. Entre 1926 i 1927, Fischinger va realitzar els seus propis espectacles amb múltiples projectors amb diversos acompanyaments musicals. Aquests espectacles es titulaven Fieber, Vakuum, Macht, i més tard, R-1 ein Formspiel. El 2012, un esdeveniment de pantalla múltiple, Raumlichtkunst, de la sèrie realitzada per primera vegada a Alemanya el 1926, va ser reconstruït pel Centre per a la Música Visual i exposat al Whitney Museum de Nova York i al Tate Modern de Londres.
Davant de dificultats financeres, Fischinger es va encarregar de la seva família, i després la seva casa del camp. Finalment, en un intent d'escapar dels cobradors de factures, Fischinger va decidir sortir d'amagat de Múnic i es va dirigir cap a Berlín el juny de 1927. Prenent només el seu equip essencial, va caminar 560 km pel camp, disparant fotogrames solts que es van estrenar moltes dècades més tard com la pel·lícula Caminant de Múnic cap a Berlín.

### Berlín
Quan va arribar a Berlín, Fischinger va agafar prestat diners d'un familiar i va crear un estudi a Friedrichstraße. Aviat va fer els efectes especials per a diverses pel·lícules. No obstant això, les seves pròpies propostes de dibuixos animats no van ser acceptades pels productors i distribuïdors. El 1928, va ser contractat per treballar en la pel·lícula Una dona a la Lluna (en alemany: Frau im Mond), dirigida per Fritz Lang, que li va proporcionar un salari constant durant un temps. En el seu temps lliure, va experimentar amb l'animació en paper carbó. Va produir una sèrie d'estudis abstractes (Studie) que sincronitzaven amb la música popular i clàssica. Alguns dels primers estudis es van sincronitzar amb els nous discs d'Electrola, i es van projectar en els teatres de primera generació, convertint-los en certa manera en els primers vídeos musicals.
Els estudis (números de l'1 al 12), van ser ben rebuts a les sales d'art i molts van ser distribuïts als cinemes de primera generació a tot Europa. Alguns dels estudis es van distribuir als cinemes del Japó i dels Estats Units. El seu Studie Nr. 5 es va projectar al «Congrés per a la Recerca de la música-color» de 1931 i va ser aclamat per la crítica. En 1931, la Universal Pictures va comprar els drets de distribució del Studie Nr. 5 per al públic estatunidenc. El Studie Nr. 7 va ser projectat com a curtmetratge amb una pel·lícula popular a Berlín i en moltes altres ciutats del món. Els efectes especials que Fischinger va fer per a altres pel·lícules van portar al seu anomenat «El mag de Friedrichstraße».
En 1932, Fischinger es va casar amb Elfriede Fischinger, una cosina de la seva ciutat natal de Gelnhausen.
A mesura que els nazis van consolidar el poder després de 1933, l'animació abstracta, les comunitats d'art i les possibilitats de distribució van desaparèixer ràpidament a mesura que els nazis van instituir les seves polítiques contra el que anomenaven «art degenerat». El seu germà, Hans Fischinger, va mostrar la seva pel·lícula Tanz der Farben (La dansa dels Colors) a Hamburg el 1939. Oskar Fischinger va seguir fent pel·lícules, i també treballs publicitaris i anuncis, entre ells Muratti Greift Ein (Obtingui un Muratti) (1934), per a una companyia de cigarretes, i Kreise (Cercles) (1933-1934) per a una agència d'anuncis. L'anunci en color de Muratti, un stop-motion amb els seus cigarrets ballant, es va estrenar a tot Europa. Tot i que de vegades Fischinger entrava en conflicte amb les autoritats nazis, va aconseguir completar el seu treball abstracte Komposition in Blau (1935). Va ser molt ben rebut per la crítica i, contràriament al mite popular, es va registrar legalment. Un agent de la Metro-Goldwyn-Mayer va exhibir un imprès de Komposition in Blau i Muratti en un petit teatre d'art a Hollywood, i Ernst Lubitsch va quedar impressionat amb les pel·lícules i amb la entusiasta resposta del públic als curtmetratges. Un agent de la Paramount Pictures va trucar a Fischinger, preguntant si estava disposat a treballar a Amèrica, i Fischinger va acceptar ràpidament.

### Hollywood
En arribar a Hollywood al febrer de 1936, Fischinger va anar a una oficina de la Paramount, amb secretaris de parla alemanya, un tutor d'anglès, i un salari setmanal de 250$. Ell i la seva esposa Elfriede van socialitzar-se amb la comunitat emigrant, però se sentia fora de lloc entre les elits. Mentre esperava per a ser assignat per a començar, Fischinger esbossava i pintava. Va preparar un curtmetratge que era originalment s'anomenava Radio Dynamics (Ràdio Dinàmica), sincronitzada per sintonitzar amb la Radio Dynamics de Ralph Rainger. Es va plantejar que aquest curtmetratge fos inclòs en la pel·lícula The Big Broadcast of 1937 (1936). No obstant això, la Paramount només va planejar llançar la pel·lícula en blanc i negre, decisió que no va ser comunicada a Fischinger quan va començar la seva feina. Fins i tot, la Paramount no li va permetre fer una prova en color de la pel·lícula. Fischinger va demanar la cancel·lació del seu contracte i va deixar la Paramount. Diversos anys més tard, amb l'ajuda d'Hilla von Rebay i una subvenció del Museu de Pintura no Objectiva (posteriorment El Guggenheim), va poder comprar la pel·lícula a la Paramount. Llavors, Fischinger la va fer de nou, va pintar els cels i va fer una versió en color al seu gust, que després la va anomenar Allegretto. Aquesta va ser una de les pel·lícules més vistes de la història de la música visual, i una de les pel·lícules més populars de Fischinger.
La majoria dels intents cinematogràfics de Fischinger a Amèrica van patir dificultats. Va compondre An Optical Poem (Un poema òptic) (1937) per a la Segona Rapsòdia Hongaresa de Franz Liszt per a la MGM, però no va rebre beneficis a causa de sistema de comptabilitat de l'estudi. Va dissenyar la Tocata i fuga en D menor de J. S. Bach per a una seqüència de la pel·lícula de Walt Disney Fantasia (1940), però el va ser eliminada causa que Disney va alterar els seus dissenys per ser més representatiu. Segons William Moritz, Fischinger va contribuir amb l'efecte d'animació de la vareta de la Fada Blava de Pinotxo (1940). En la dècada del 1950, Fischinger va crear diversos anuncis animats de televisió, incloent un per Muntz TV.
El Museu de Pintura no Objectiva el va comissionar per sincronitzar una pel·lícula amb una marxa de John Philip Sousa amb la finalitat de demostrar lleialtat als Estats Units, i després va insistir que ho va fer per una pel·lícula del Concert de Brandenburg núm. 3 de Bach, tot i que volia fer una pel·lícula sense so per tal d'afirmar la integritat de les seves imatges no objectives. En secret, Fischinger va compondre la pel·lícula muda Ràdio Dynamics (1942).
Frustrat en el cinema, Fischinger es va dedicar cada vegada més a la pintura a l'oli com una sortida creativa. Tot i que la Fundació Guggenheim li sol·licitava específicament una pel·lícula d'animació amb cel·luloide, Fischinger va fer la seva pel·lícula Motion Painting núm. 1 (1947) amb música de Bach com una documentació de l'acte de pintar, fent un sol fotograma per cada vegada pinzellada que feia, amb un estil de múltiples capes que és paral·lel a l'estructura de la música de Bach i sense cap sincronització atapeïda. Tot i que mai va rebre de nou el finançament per a qualsevol de les seves pel·lícules personals (només alguns treballs d'anuncis), Motion Painting núm. 1 va guanyar el Gran Premi en el Concurs de Cinema Experimental Internacional de Brussel·les el 1949. Tres de les pel·lícules de Fischinger van participar en la llista de les millors pel·lícules del món. en l'Olimpíada de l'animació de 1984.
Fischinger va morir a Los Angeles el 1967. Actualment se segueix publicant una gran quantitat d'informació inexacta sobre Fischinger, en gran part presa de fonts de fa moltes dècades d'antiguitat.

## El llumígraf
A finals de la dècada del 1940, Fischinger va inventar el llumígraf (en anglès, Lumigraph) (patentat el 1955) que alguns el van descriure erròniament com un tipus d'òrgan de colors. Igual que altres inventors d'òrgans de colors, Fischinger esperava que el llumígraf fos un producte comercial, àmpliament disponible per a qualsevol persona, però això no va succeir. L'instrument produïa imatges prement contra una pantalla goma perquè poguessin sobresortir en un feix estret de llum de color. Com a instrument visual, la mida de la seva pantalla estava limitada per l'abast de l'intèrpret. Era necessari que dues persones que operessin el llumígraf: un per manipular la pantalla per crear imatges, i un segon per canviar els colors dels llums.
El dispositiu era silenciós, però es va utilitzar per a acompanyar a diverses músiques. Fischinger el va utilitzar en diverses actuacions a Los Angeles i una a San Francisco a principis de la dècada el 1950, interpretant diverses peces de música clàssica i popular, i molts van quedar impressionats per les espectaculars imatges de la màquina. El 1964, el llumígraf va ser utilitzat en la pel·lícula de ciència-ficció The Time Travellers (Els viatgers del temps) (1964), en què es va convertir en un «lumichord», encara que aquesta no era la intenció de Fischinger sinó la decisió dels productors de la pel·lícula. El fill de Fischinger, Conrad, va construir dues màquines més de diferents mides. Després de la seva mort, la seva vídua Elfriede i la seva filla Barbara van fer actuacions amb el llumígraf, juntament amb William Moritz, a Europa i als Estats Units.
Actualment, un dels instruments es troba en la col·lecció del Deutsches Filmmuseum de Frankfurt i els altres dos es troben a Califòrnia. Al febrer de 2007, Barbara Fischinger va actuar amb el llumígraf original a Frankfurt. La documentació cinematogràfica i de vídeo de les actuacions amb llumígraf d'Elfriede es troben al Centre de Música Visual de Los Angeles.

## Pel·lícules(llista incompleta)
- Silhouetten (1920)
- Stäbe (1920)
- Wachs Experimente (1921)
- Studies 1–4 (1921–1925)
- Spiralen (1925)
- München-Berlin Wanderung (1927)
- Seelische Konstruktionen (1927)
- Studie Nr. 2 (1929)
- Studie Nr. 3 (1930)
- Studie Nr. 4 (1930)
- Studie Nr. 5 (1930)
- Studie Nr. 6 (1930)
- Studie Nr. 7 (1930-1931)
- Studie Nr. 8 (1931)
- Studie Nr. 9 (1931)
- Studie Nr. 12 (1932)
- Kreise (Alle kreise erfasst Tolirag) (1933-1934)
- Studie Nr. 13-fragment (1933-1934)
- Muratti greift ein (1934)
- Komposition in Blau (1935)
- Muratti Privat (1935)
- Allegretto (1936)
- An Optical Poem (1937)
- Am American March (1941)
- Organic Fragment (1941)
- Motion Painting Nr. 1 (1947)
- Muntz TV Commercial (c. 1952)

## Arxiu
Els papers, pel·lícules, fotografies i molts dibuixos d'animació de Fischinger es troben a la col·lecció del Center for Visual Music (CVM, Centre de Música Visual) de Los Angeles, que és propietària i gestionadora de les pel·lícules. Mantenen un canal en vimeo amb extractes i pel·lícules VOD, i a finals de 2017 publicaran el segon DVD de compilació obres. El CVM també té els papers d'Elfriede Fischinger i del biògraf de Fischinger, el Dr. William Moritz.
El CVM ha conservat moltes de les pel·lícules de Fischinger, incloent Spirals, Els seus experiments de cera, proves primerenques i experiments, Squares, Studie núm. 5, Studie núm. 7, Allegretto, Radio Dynamics i altres, i també la reconstrucció del seu projecte Raumlichtkunst (1926), han estat exhibits al Whitney Museum (Nova York), al Tate Modern (Londres), i altres museus de tot el món.
El Fischinger Trust de Califòrnia administra les pintures de Fischinger, i el seu representant oficial d'art que representa la propietat pictòrica és la Galeria Peyton-Wright, de Santa Fe.